# AktivRegion Schleswig-Holstein
AktivRegion Schleswig-Holstein ist die Förderinitiative nach dem LEADER-Ansatz im Zukunftsprogramm Ländlicher Raum (ZPLR), dem Programm zur ländlichen Regionalentwicklung in den EU-Förderperioden seit 2014. 2023 waren in Schleswig-Holstein 22 Regionen aktiv.

## Durchführung
Der in den vorangegangenen EU-Förderperioden bereits als Gemeinschaftsinitiative modellhaft erprobte LEADER-Ansatz ist seit 2014 in die Mainstream-Förderung aufgenommen worden.
Abweichend zu den Programmen der anderen Bundesländer, wählte das mit der Durchführung betraute Ministerium für Landwirtschaft, Ländliche Räume, Europa und Verbraucherschutz (MLLEV) erstmals einen flächendeckenden Förderansatz. Dies war auch das Ergebnis der geänderten Prioritätensetzung bei der Fördermittelbereitstellung innerhalb der europäischen Strukturpolitik, welche maßgeblich durch die Lissabon-Strategie beeinflusst wurde.
Das schleswig-holsteinische Programm sah für die Auswahl der sogenannten AktivRegionen mehrere Voraussetzungen vor. Hierzu zählten unter anderem:
- Einwohnerstärke zwischen 50.000 und 100.000
- repräsentative Zusammensetzung von Partnern aus der Region (Kommunen, Wirtschaft, Soziales, Kultur und Umwelt)
- Entscheidungsgremium mit mind. 50 % Wirtschafts- und Sozialpartner
- Förderung erfolgt auf Basis der zu Beginn der Periode erstellten integrierten Förderstrategie

Die Regionen werden mit einem Grundbudget von je 250.000 Euro (bei einer Einwohnerstärke bis 75.000) bzw. 300.000 Euro (Einwohnerstärke über 75.000) unterstützt. Über diese Mittelverteilung beschließt ausschließlich das lokale Entscheidungsgremium. Stark innovationsorientierte Maßnahmen können darüber hinaus als sogenannte Leuchtturmprojekte in einem landesweiten Konkurrenzwettkampf gefördert werden.

## Beratung / Fördermittelbereitstellung

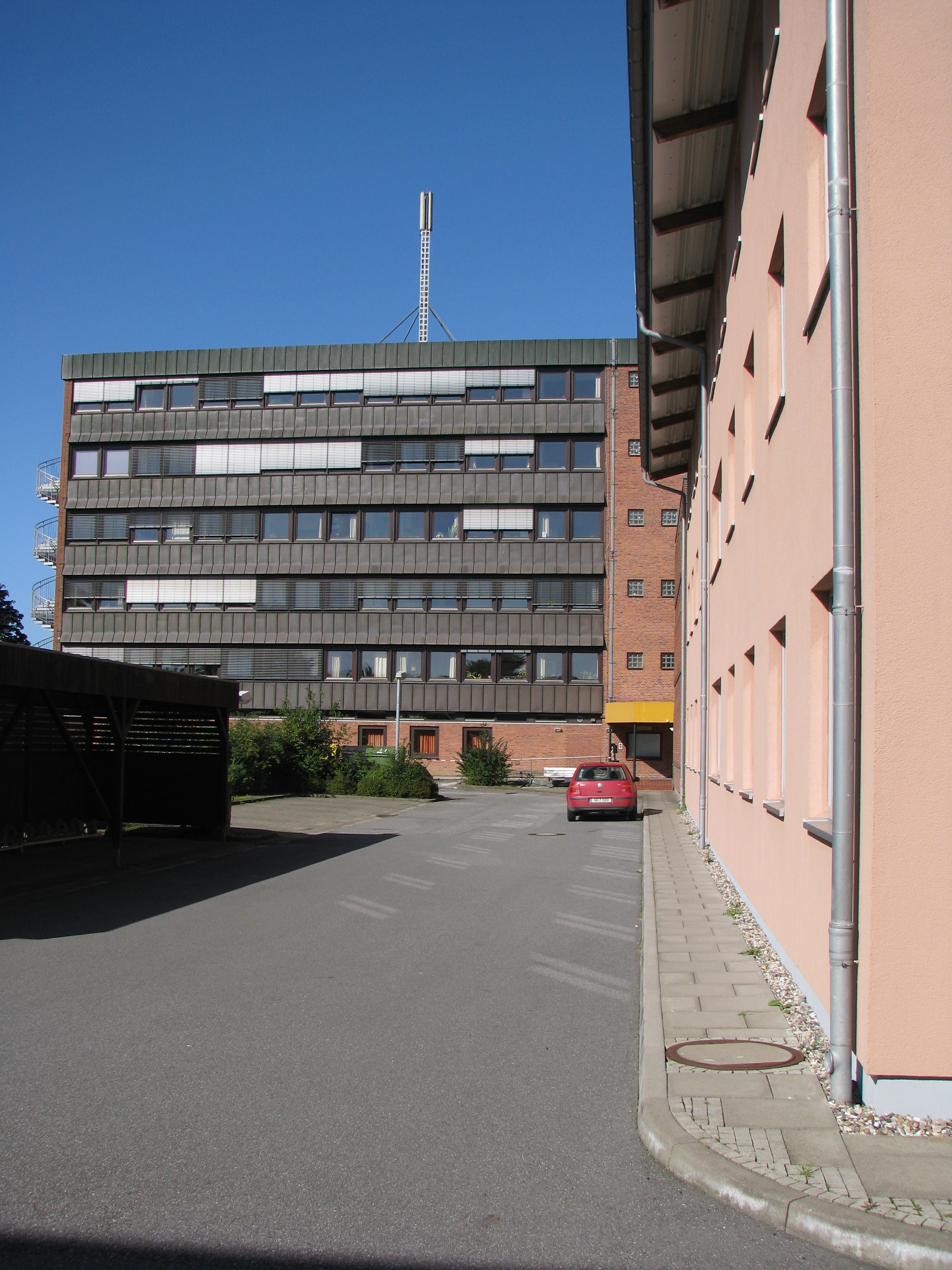
Regionaldezernat des LLUR in Husum

Die AktivRegionen werden von Lokalen Aktionsgruppen (LAG), die als Vereine organisiert sind, getragen. Unterstützt werden die lokalen Aktionsgruppen (LAGn) durch die Regionaldezernate des Landesamtes für Landwirtschaft, Umwelt und ländliche Räume (LLUR). Diese sind auch für die Fördermittelbereitstellung zuständig.
Als weitere beratende Institution fungiert die Akademie für die ländlichen Räume Schleswig-Holstein im Bereich der landesweiten Netzwerkkoordination. Darüber hinausgehende Netzwerke koordiniert das bundesweite Netzwerk ländliche Entwicklung, ein Organisationsbereich der Bundesanstalt für Landwirtschaft und Ernährung.

## Liste der AktivRegionen in Schleswig-Holstein
In Schleswig-Holstein haben sich bis zum Beginn der Förderperiode 22 AktivRegionen gebildet. Diese orientieren sich in der Regel entlang von Verwaltungsgrenzen. Bevölkerungsmäßig haben sie eine Größe von 50.000 bis 120.000 Einwohner. Damit liegen sie größentechnisch zwischen den untersten Verwaltungseinheiten (den Ämtern) und Kreisen.
Die folgenden Regionen wurden vom Land zu Beginn der strukturpolitischen Förderperiode 2014–2021 der Europäischen Union als AktivRegion ausgewählt und sind auch in der Förderperiode 2023–2027 aktiv. Die Landesregierung verfolgte bei der Auswahl einen flächendeckenden Ansatz, so dass ein Großteil der schleswig-holsteinischen Gemeinden einer AktivRegion zugeordnet werden kann.
1. LAG AktivRegion Nordfriesland-Nord
2. LAG AktivRegion Uthlande
3. LAG AktivRegion Eider-Treene-Sorge (Geschäftsstelle: Eider-Treene-Sorge GmbH)
4. LAG AktivRegion Südliches Nordfriesland (Geschäftsstelle: Eider-Treene-Sorge GmbH)
5. LAG AktivRegion Dithmarschen
6. LAG AktivRegion Mitte des Nordens
7. LAG AktivRegion Schlei-Ostsee
8. LAG AktivRegion Eckernförder Bucht (bis 2017 Hügelland am Ostseestrand)
9. LAG AktivRegion Eider- und Kanalregion Rendsburg
10. LAG AktivRegion Mittelholstein
11. LAG AktivRegion Steinburg
12. LAG AktivRegion Holsteiner Auenland
13. LAG AktivRegion Holsteins Herz
14. LAG AktivRegion Ostseeküste
15. LAG AktivRegion Schwentine-Holsteinische Schweiz
16. LAG AktivRegion Wagrien-Fehmarn
17. LAG AktivRegion Innere Lübecker Bucht
18. LAG AktivRegion Herzogtum Lauenburg Nord
19. LAG AktivRegion Sachsenwald-Elbe
20. LAG AktivRegion Pinneberger Marsch & Geest
21. LAG AktivRegion Alsterland
22. LAG AktivRegion Siekerland Sachsenwald